# Quadrangle de Diana Chasma
Le quadrangle de Diana Chasma (littéralement :  quadrangle du gouffre de Diane), aussi identifié par le code USGS V-37, est une région cartographique en quadrangle sur Vénus. Elle est définie par des latitudes comprises entre 0° et 25° S et des longitudes comprises entre 150° et 180° E,. Il tire son nom du gouffre de Diane.